# G4特工
《G4特工》（英語：Option Zero）是1997年由林超賢執導及監製的警匪動作港產片，1997年11月首次上映，由張智霖、黃秋生、李若彤、陳法蓉同王敏德等參演。也是林超賢首次執導作品。
在1997年11月27日至12月22日上映期间，收益为六百三十七萬三千港币票房。

## 演員
- 張智霖
- 黃秋生
- 李若彤
- 陳法蓉
- 王敏德
- 胡慧冲
- 程峰
- 蘭茜
- 張鴻安
- 張睿羚
- 張民光
- 唐文龍
- 李宇寧
- 林仲岐
- 陳永輝
- 陳志豪
- Leitao Mario De Meio
- 戚務帥
- 戚務振
- 何穗恆
- 林剛
- 謝偉賢
- 陸文衛
- 董偉強
- 麥詠麟
- 鄭振邦
- 王鍵
- 曾志忠
- 馮樂斌
- 秦小珍
- 葉廣儉
- 詹小玲
- 黃凱森
- 何應衡
- 洪立明
- Danny Choi
- 陳子光
- Stephen Ma
- 張白雲
- Stephen Lau
- Jimmy Shin
- 曾偉龍
- 張旭燊
- 錢榮威
- 高明煥
- 金Chin-Min
- 黃昌坤
- 金信學
- 彭立威
- John Chan
- 江富強
- 羅偉佳